# شاریاکوو
شاریاکوو (انگلیسی: Sharyakovo) یک شهرک در شهرستان سالاواتسکی استان باشقیرستان کشور روسیه است.